# Ludwig Speidel
Ludwig Speidel (Ulm, Baden-Württemberg, 11 d'abril de 1830 - Viena, Àustria, 3 de febrer de 1906) fou un escriptor i periodista alemany. Era germà del pianista i compositor Wilhelm Speidel.
Devia esser músic com el seu germà, però molt aviat es dedicà al periodisme a Múnic. El 1855 anà a Viena com a corresponsal del Allgemeinen Zeitung, on també hi treballà com a crític per a diferents diaris vienesos. El 1872 entrà en la redacció del Neuen Freien Presse.
A més de nombrosos fulletons, els quals es distingien per la seva forma brillant, escriví molt sobre la història del teatre a Viena, en la Wien 1848-1888 (Viena, 1888), i per l'obra Die österreichisch-ungarische Monarchie in Wort und Bild (t. I, Viena, 1886). Amb H. Wittmann publicà els Bilder aus der Schillerzeit (Stuttgart, 1885).